# The Girl Is in Trouble
The Girl Is in Trouble es una película estadounidense de 2015 dirigida por Julius Onah y protagonizada por Columbus Short, Wilmer Valderrama, Alicja Bachleda y Jesse Spencer. Producida ejecutvamente por Spike Lee, fue estrenada en teatros de Estados Unidos el 3 de abril de 2015.

## Sinopsis
August, un camarero del Lower East Side, se ve envuelto en un misterio de asesinato que involucra a Signe, una mujer desesperada, a Angel, el hermano de Jesus, un traficante de drogas desaparecido y a Nicholas, el vástago de una poderosa empresa de inversiones.

## Reparto
- Columbus Short es August
- Wilmer Valderrama es Angel
- Alicja Bachleda es Signe
- Jesse Spencer es Nicholas
- Paz de la Huerta es María
- Míriam Colón es la abuela
- Mike Starr es Fixer
- Tom Pelphrey es Eric
- Vanessa Rubio es Anna
- Kareem Savinon es Jesus
- Wass Stevens es Freddy
- J. Bernard Calloway es Dre
- Omer Barnea es Amir
- Jamie Miller es Signe joven